# الكرشي (بكيل المير)

تعديل مصدري - تعديل

الكرشي هي إحدى قرى عزلة صبران بمديرية بكيل المير التابعة لمحافظة حجة، بلغ تعداد سكانها 231 نسمة حسب تعداد اليمن لعام 2004.